# تصوف
تَصَوُّف یا درویشی، طریقه‌ای مبتنی بر آداب سلوک، برای تزکیه نفس و ترک دنیا برای رسیدن به خدا و به کمال رسیدن نفس است. معنی لغوی تصوف، پشمینه ‌پوشی است و نام صوفی‌ها هم به‌دلیل لباس‌های پشمی آنها انتخاب شده و یکی از نشانه‌های زُهد است. تصوف، بیشتر با آداب ترک دنیا و ریاضت همراه است؛ در حالی که عرفان، مکتبی جامع و مطلق سلوک معنوی و شامل تصوف است و در بعضی موارد، عرفان از سلوک «فردی» برتر دانسته شده است.

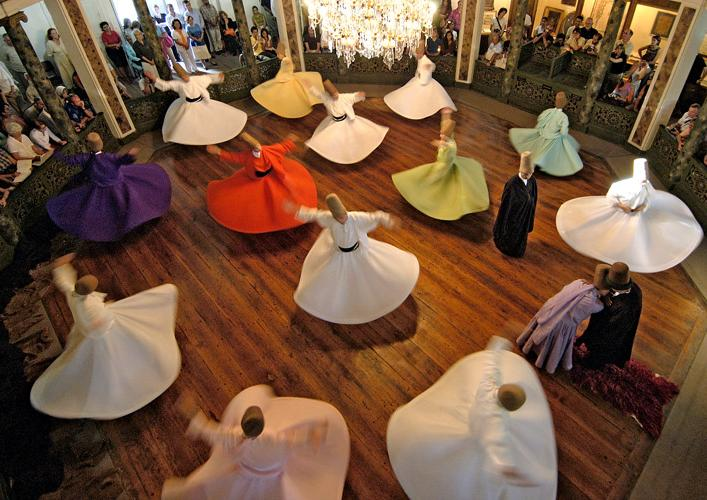
صوفیان در رقص سماع

در تعریف تصوف، نظرات مختلفی بیان شده است؛ اما اصول آن بر پایه طریقتی است که شناخت آفریدگار جهان، کشف حقایق آفرینش و پیوند بین انسان کامل و بشر و حقیقت از طریق سیر و سلوک عرفانی و باطنی و نه از راه استدلال عقلی است. موضوع آن نفی خودمحوری و نیست شدن و پیوستن به خالق هستی است. شیوه تصوف، ورود به وادی‌های مختلف همچون پله‌های ترقی از مرحله (وادی) طلب به مراحل بالاتر یا هفت وادی عطار جهت کنترل نفس و ترک علایق دنیوی و خویشتن‌داری است.

## واژه‌شناسی
دربارهٔ معنای لغوی کلمه تصوف، اقوال متعددی وجود دارد (بدون هیچ‌گونه ترتیب خاصی):
- عدم اشتقاق عربی و لقب خاصی برای فرقه مخصوص - ابوالقاسم قشیری در کتاب الرسالة القشیریة[۴]
- ریشهٔ عربی از منشأ پشم به معنای پشمینه‌پوش - ابن خلدون[۵]
- اشتقاق از بنی صوفیه - چنانچه سمعانی احتمال داده از بنی‌صوفیه گرفته شده است که خدمتگزاران کعبه بوده‌اند به واسطه شباهتی که میان جماعت صوفیه با بنی‌صوفیه و آل صوفان در رفتار و کردار بوده است این نام بر آنان مانده است.[۶]
- معرب کلمه یونانی سوفیا - بعضی نوشته‌اند که لفظ صوفی از کلمه یونانی صوفیا یا سوفیا به معنی حکمت و سوفس، به معنی حکیم دانشمند آمده و با کلمات فیلسوف به معنی دوستدار حکمت، مرکب از فیلاسوفیا و همچنین سوفسطایی از حیث اشتقاق مناسب است و لفظ تصوف هم با تئوسوفی به معنی خداشناسی یا حکمت الهی بی‌شباهت نیست و این با نظر ابوریحان بیرونی هم‌سو است.[۷]
- اشتقاق از کلمه اصحاب صفه: محمد علی مؤذن خراسانی مؤلف کتاب تحفه عباسی ضمن برشمردن پنج وجه برای اشتقاق کلمه صوفی بیان می‌دارد:

صوفی اصلش صفی بوده منسوب به اصحاب صفه که جمعی بوده‌اند از فقرا و زهاد و صحابه که پیوسته در مسجد رسول اکرم …
که سه تن از آنان سلمان و ابوذر و مقداد بوده است و …
اصحاب صفه فرقه اول درویشان‌اند و این طایفه علیه در ترک دنیا و زهد و سلوک و مسلک ایشان دارند و خود را بدیشان منسوب ساخته و صفی گفته‌اند.
البته برخی گفته‌اند که اگر واژه صوفی‌ از صفه‌ گرفته‌ شده‌ باشد باید صورت‌ درست‌ آن‌ صفی‌ باشد و نه‌ صوفی‌.
- اشتقاق از صفا (صفا به معنای روشنی و پاکیزگی مخالف معنای کدورت) به شکل صفایی یا صفاوی با قلب و حذف و تبدیل چنان‌که بعضی دارویش به مصافحه درویشی مخصوص خود صفا (یا صفا کردن) می‌گویند.

- اشتقاق از صف (صف به معنی نظم و ترتیب) با این نگاه که صف و صدرنشینی و در صف اول مقربان بودن چنانچه سهروردی گفته است: «لانهم فی الصف الاول بین یدی‌الله عزوجل بارتفاع هممهم و اقبالهم …»

## منشأ تصوف
آرا و عقاید مختلفی دربارهٔ منشأ تصوف ذکر شده است:
- عده‌ای مانند ادوارد براون تصوف را واکنشی آریایی در برابر دین جامد سامیان دانسته‌اند[۱۱] و تصوف را تشکیلات ضداسلامی دانسته و آن را یکی از احزاب مختلف آریایی‌نژاد و ایرانی می‌دانند.[۱۲]
- بعضی مانند فون کریمر و دوزی، عقاید برهمایی و بودایی هندوستان را در آن مؤثر دانسته‌اند و در فلسفهٔ «ودان تا» آن را جستجو کرده‌اند.[۱۳]
- جمعی مانند مرکس و ماکدونالد و آسین پاسالیو و نیکلسون حکمت یونانیان، به ویژه طریقه اشراق و نوافلاطونیان را منشأ تصوف دانسته‌اند.
- بعضی مسیحیت و مانویت را مبدأ تصوف معرفی کرده‌اند.
- در کنار تمام این عقاید، عده‌ای نیز تصوف را زاییده مکتب اسلام و تعلیمات قرآن دانسته‌اند. لویی ماسینیون و سیدنی اسپنسر تصوف را پدیده‌ای می‌دانند که در زمینه اسلام به‌وجود آمده و آن را دنباله سیر تکاملی گرایش‌های زاهدانه نخستین سده رهبری اسلام به‌شمار آورده و پطروشفسکی ضمن تأیید این عقیده می‌گوید: صوفی‌گری بر زمینه اسلامی و بر اثر سیر تکاملی دین اسلام و در شرایط جامعه فئودالی پدید آمده و معتقداتی عرفانی غیر اسلامی موجب ظهور تصوف نشده ولی بعدها اندکی تأثیری در سیر بعدی آن داشته است.[۱۴]
- سعید نفیسی، تصوف ایران را از عرفان عراق و بین‌النهرین و مغرب متمایز کرده و تصوف را حکمتی به کلی آریایی دانسته و هرگونه رابطه آن با افکار سامی را انکار کرده است. وی همچنین تأثیر فلسفه نوافلاطونی و تفکر اسکندرانی، هرمسی، اسرائیلی، عبرانی و مانند آن را بر تصوف ایرانی مردود می‌داند.[۱۵] با این حال نفیسی تأثیر فلسفه مانوی را بر تصوف ایران و همانندی این دو روند فکری را تأیید کرده و تأثیر فلسفه بودایی را بر تصوف ایران و روابط متقابل این دو را با هم پذیرفته و طریقهٔ تصوف ایران را طریقه هند و ایران نامیده است.[۱۶]
- برخی دیگر ریشه‌های تصوف را به زهد و آموزه‌های اسلامی مبنی بر پرهیز از دنیا دانسته و ارتباط آن با عالم خارج از اسلام را نفی می‌کنند.[۱۷] کیوان سمیعی در مقدمه شرح گلشن راز، پیدایش تصوف را در قرن دوم امری بسیار ساده و واکنش جمعی پشمینه‌پوش در مقابل کسانی که به دنیا رو آورده و اسلام را برای پیشرفت مقاصد دنیایی بکار می‌بستند، می‌داند.[۱۸]
- احمد کسروی خاستگاه «صوفی‌گری» را فلسفه یونان و بنیادگذار آن را پلوتینوس می‌دانسته[۱۹] و باور داشته که صوفیان معنی راستین سخنان پلوتینوس را دگرگون کرده و پندارهایی بر آن افزوده‌اند.[۲۰]

سپس در سده‌های نخست اسلام که دانش‌های یونانیان و همچنان فلسفه یونانی بمیان مسلمانان آمد، این نیز همراه آنها رو به شرق آورد و در اینجا در میان مسلمانان رواجش بسیار بیشتر شده تکان بزرگی در سراسر کشورهای اسلامی پدیدآورد. چون هنگامی می‌بود که خردها رو به پستی می‌داشت، کسان بسیاری گفته‌های فیلسوف رومی را پذیرفته آن را دنبال کردند. این به بسیاری خوش می‌افتاد که می‌شنیدند آدمی با خدا یکی‌ست. خوش می‌افتاد که خود را خدا شناسند و زبان به لاف «انا الله» بگشایند. این بود شوری در میان سبک مغزان پدید می‌آورد.
در زمان کمی دسته‌ها پدید آمد و خانقاه‌ها برپا گردید. پلوتینوس چنان‌که از سخنش پیداست، تنها از آدمیان گفتگو می‌داشت و تنها روان آدمی را می‌گفت که از خدا جدا شده؛ ولی در اینجا میدان بزرگتری برای «وحدت وجود» (یا یکی بودن هستی) باز کرده دامنه آن را به چهارپایان و دَدان و بلکه به همه چیز رسانیدند: «لیس فی الدار غیره یار».
از آن سو پارسایی یا روگردانی از خوشی‌های جهان که پلوتینوس گفته بود در اینجا آن را به بی‌کار زیستن و زن نگرفتن و به گوشه‌ای خزیده تن‌آسانی کردن یا از شهری به شهری رفتن و وِل گردیدن عوض گردانیدند، که همین انگیزه دیگری به تندی پیشرفت صوفی‌گری گردید.
- قاسم غنی ادیب و نویسنده ایرانی یکی از منشأهای تصوف را عکس‌العملی آریایی-ایرانی در مقابل اسلام عربی نام می‌برد.

ایرانیان پس از آنکه در جنگ‌های قادسیه و جلولا و حلوان و نهاوند مغلوب شمشیر عرب شده استقلال و شوکت خود را از دست دادند به حکم غریزه حفظ جان زیر بار دیانت اسلام رفتند. پس از خاتمه کشمکش‌های میدان جنگ انفعالات روحی مردم ایران بشکل کشمکش‌های فکری درآمد که مهم‌ترین نتیجه آن عکس‌العمل‌ها یکی تشیع بود و دیگری تصوف.

## تصوف در کلام بزرگان عرفان و صوفیه
- روزبهان بقلی: تصوف تقدیس سرّ است از حدثان.[۲۲][۲۳]
- نعمت‌الله ولی: تصوف، تخلق بود به اخلاق الهیّه.

- جنید: تصوف آن است که حق مرده گرداند تو را از تو و به خود زنده گرداند.[۲۵][۲۳]
- روزی ابوسعید ابوالخیر با جمعی صوفیان به در آسیایی رسیدند. اسب بازداشت و ساعتی توقف کرد. پس گفت: می‌دانید که این آسیا چه می‌گوید؟ می‌گوید که تصوف این است که من دارم. درشت می‌ستانم و نرم باز می‌دهم و گردِ خود طواف می‌کنم. سفر در خود می‌کنم تا آنچه نباید از خود دور می‌کنم.[۲۶][۲۳]
- شبلی: تصوف محو بشریّت است و بزرگداشت ربانیّت.[۲۷][۲۳]
- جامی: تصوف بستن دست تصرف است و رستن از قید تکلّف.[۲۸][۲۳]
- حسین منصور حلاج: تصوف آنست که چون محو شدی به جایی رسی که محو و اثبات نماند.[۲۹][۲۳]
- رنالد نیکلسن در مقاله‌ای با عنوان «ثبت تعاریف صوفی و تصوف به لحاظ تاریخی» ضمن دسته‌بندی تعاریف تصوف آورده است که اولین تعریف از تصوف را معروف کرخی ارائه کرده است.

## تصوف در نگاه اسلام و تشیع
از این منظر روایات به دو گروه روایات موافق و روایات مخالف تصوف تقسیم شده‌اند:
در گروهی از روایات موافق که عموماً سرسلسله تمامی فرق تصوف را به امام اول شیعیان علی (د. ۴۰ ق) می‌دانند. از وی نقل شده است که گفته است:
1. «التّصوّف اَرْبَعَةُ اَحْرُفٍ، تاءٌ و صادٌ و واوٌ و فاءٌ. التّاء: ترکٌ و توبةٌ و تُقی؛ و الصّادٌ: صبرٌ و صِدْ و صَفاءٌ؛ و الواو: وردٌ و وُدٌّ و وَفاءٌ؛ و الفاء: فردٌ و فقرٌ و فناءٌ.» تصوف چهار حرف است: تاء و صاد و واو و فاء. تاء: ترک دنیا و توبه و پرهیزکاری است؛ و صاد: صبر و راستی و صفای دل است؛ و واو: دوستی و توجّه به ورد و دعا و وفای به عهد است؛ و فاء: تنها بودن از خلق و فقر الی اللّه و نیستی و فانی شدن از انانیت است.»
2. حدیث محمد بن عبدالله: مَنْ سَرَّهُ اَنْ یجْلِسَ مَعَ اللّه فَلْجْلِسْ مَعَ اَهْلِ التَّصَوُّف(۷۹). هر کس می‌خواهد با خداوند همنشین شود با اهل تصوف همنشین شود.[۳۰]
3. حدیث: لاتَطْعَنوا اَهْلَ التّصوفِ وَ الْخِرَقِ فَاِنَّ اخلاقَهُم اخلاقُ الانْبیاء و لباسَهُم لباسُ الانْبیاء(۸۰) به اهل تصوف طعنه نزنید که اخلاق آنها اخلاق انبیاست و لباس آنها لباس انبیاست.[۳۱]
4. حدیث منسوب به امام اول شیعیان در کتاب عوالی الئالی: التصوف مشتق من الصوف و هو ثلاثة أحرف ص و ف فالصاد صبر و صدق و صفا و الواو ود و ورد و وفاء و الفاء فقر و فرد و فناء.[۳۲]

بخش دوم مربوط به احادیثی است که در مخالفت با اهل تصوف روایت شده است:
در اینجا بیشتر احادیث در کتب متأخر و بعد از صفویه به‌خصوص از زمان شیخ حر عاملی (متوفای ۱۱۰۴ هـ ق) صاحب کتاب وسائل‌الشیعه در کتابی به نام الاثنی عشریه نقل شده است. در این کتاب روایاتی در انکار و نکوهش آنان نقل شده است.
در کتاب الاثنی عشریه آمده است: «جمیع الشیعة انکروهم (أی الصوفیة) و نقلوا عن ائمتهم احادیث کثیرة فی مذمتهم و صنف علماء الشیعة کتباً کثیرة فی ردّهم و کفرهم منها کتاب الشیخ المفید فی الرّد علی اصحاب الحلاج و ذکر فیه أن الصوفیة فی الاصل فرقتان حلولیة و اتحادیة» (الاثنی عشریه ص۵۳) «تمام شیعیان، فرقه‌های صوفیه را انکار نموده‌اند و از امامان خویش احادیث بسیاری در نکوهش آنان نقل کرده‌اند و علمای شیعه کتاب‌های بسیاری را در ردّ این فرقه و اثبات کفر آنان تألیف نموده‌اند که از آن جمله کتاب شیخ مفید در ردّ اصحاب حلاج است که در آن آمده است: صوفیه در اصل دو فرقه: حلولیه و اتحادیه می‌باشند.»
از دیگر روایاتی که در مخالفت صوفیه نقل شده است:
1. محمد بن عبدالله در روایتی از پدید آمدن این گروه خبر داده و فرموده: «لاتقوم الساعة علی امتی حتی یقوم قوم من امتی اسمهم الصوفیه لیسوا منی و انهم یحلقون للذکر و یرفعون أصواتهم یظنون انهم علی طریقتی بل هم اضل من الکفار و هم اهل النار…» «روز قیامت بر امتم بر پا نشود تا آنکه قومی از امّت من به نام (صوفیه) برخیزند. آن‌ها از من نیستند و بهره‌ای از دین ندارند و آن‌ها برای ذکر دور هم حلقه می‌زنند و صداهای خود را بلند می‌کنند به گمان اینکه بر طریقت و راه من هستند؛ در حالی که آنان از کافران نیز گمراه تر و اهل آتش اند و…»
2. احمد بن محمد بن ابی نصر بزنطی از علی بن موسی الرضا نقل می‌کند: یکی از شیعیان به جعفر صادق عرضه داشت: امروزه گروهی تشکیل شده‌اند که به آنان «صوفیه» می‌گویند. نظرتان در مورد آنها چیست؟! امام فرمود: آنان دشمنان ما هستند. پس هر کس به آنها مایل باشد، از آنها محسوب شده و با آنها محشور می‌شود. به زودی افرادی می‌آیند که ادعای دوست داشتن ما را دارند؛ اما به این گروه صوفیه میل دارند و خود را شبیه آنها می‌کنند و القاب آنها را برای خود انتخاب می‌کنند. آگاه باشید کسی که به آنها میل داشته باشد از ما نیست و ما از آنها دوری می‌کنیم و کسی که آنها را انکار و رد کند، مانند کسی است که همراه پیامبر با کفار بجنگد.

(سفینة البحار محدث قمی/ ج۲ / ص۵۸ چاپ انتشارات فراهانی تهران و در چاپ جدید اسوه قم ج ۵ ص ۲۰)
(شرح نهج البلاغه ابوالقاسم خویی ج۱۴ ص۳ در چاپ جدید و ج۶ ص۲۶۸ در چاپ قدیم)
(حقایق فیض کاشانی ص۱۳۶ چاپ بیروت)
(کشکول بحرانی ج۳ ص۲۳۱)
(البدعة و التحرف جواد خراسانی ص۱۳۴)
(اثنی عشریه شیخ حر عاملی ص۳۴)
(مصابیح الدجی ص۲۴۶)
(هذا کتاب مغنی فی رد الصوفی ص۳۱)

## تصوف و عرفان
عرفان اسلامی عرصه وسیعی دارد و با طریقت تصوف هم آمیختگی دارد و در مواردی تلقی یکسان یا مختلطی از آن دو وجود دارد. از جهت لغوی این دو گاه به جای یکدیگر بکار برده می‌شوند از آنجا که حقیقت عرفان اسلامی اعم از تصوف است مطالب کلی و علمی-اصطلاحی می‌تواند تحت عنوان عرفان اسلامی قرار گیرد و طریقت مشهور در اسلام غالباً تحت عنوان «تصوف» آورده می‌شود. بعضی نویسندگان مانند مرتضی مطهری نیز دو نوع تلقی از این دو مفهوم ارائه کرده است و عرفان را جنبه علمی و تصوف را بعد اجتماعی و متظاهر آن می‌داند.

## تاریخ تصوف
تصوف در اوایل تاریخ اسلام پدید آمد، به‌ویژه در قرن‌های هشتم و نهم میلادی؛ گرچه اصول و عقاید آن در قرآن و احادیث ریشه دارد، اما به مرور زمان به شکل یک نظام معنوی و اجتماعی مستقل درآمد. برخی از پیشگامان اولیه تصوف، همچون حسن بصری و رابعۀ عدویه، با تأکید بر زهد و پارسایی، اساس این حرکت معنوی را بنا نهادند.
حقیقت عرفان از ابتدا در اسلام و سیره پیامبر و اهل بیت بروز داشته است و بعضی صحابه و تابعین از زهّاد و عبّاد عصر خود بودند اما آنچه به عنوان تصوف شناخته می‌شود به معنی طریقت شناخته‌شده عرفانی پایبند به آدابی ویژه در کنار فرمان‌های شرع است. تصوف از قرن دوم قمری هویدا شد و نخستین کسی که صوفی نامیده شد عثمان بن شریک مشهور به ابوهاشم کوفی (درگذشته ۱۵۰ ق) است و پیش از او نیز کسانی چون حسن بصری (درگذشته ۱۱۰ ق) با توجه به تمسک به آداب طریقت درشمار صوفیان ذکر می‌شود. آداب طریقت در ابتدای تصوف ساده و بیشتر متوجه ریاضت و عزلت و … بوده است.
تاریخ تصوف در سه دوره کلی؛ دوره اول: شکل‌گیری و تدوین از آغاز تا پایان قرن پنجم و دوره دوم: گسترش عرفان عملی و کمال عرفان نظری و ادبی تا پایان قرن نهم و دوره سوم: رکود و تطور تصوف و عرفان از قرن دهم تاکنون است.

### قرن دوم تا پنجم قمری
دوره اولیه تصوف و عرفان که شکل‌گیری و تدوین آن از آغاز تا پایان قرن پنجم در سه مرحله است.

شکل‌گیری تصوف
مرحلهٔ شکل‌گیری در آغاز و به‌خصوص قرن دوم قمری با توجه به ساحت باطنی شریعت تصوف بی‌تکلف و زاهدانه با حضور عارفانی چون: ابوهاشم کوفی (درگذشته ۱۵۰ ق)، سفیان ثوری (درگذشته ۱۶۱ ق)، حسن بصری، ابراهیم ادهم (درگذشته ۱۶۲ ق)، داود طایی (درگذشته ۱۶۵ ق)، شقیق بلخی (درگذشته ۱۷۴ ق)، رابعه عدویه (درگذشته ۱۸۵ ق)، فضیل عیاض (درگذشته ۱۸۷ ق)، معروف کرخی (درگذشته ۲۰۰ ق) شکل گرفت.
پختگی
مرحلهٔ کمال (قرن سوم تا نیمه‌های قرن چهارم) با حضور مشایخ بسیار بزرگی در مصر، شام و خراسان و به‌خصوص بغداد مانند: ذوالنون مصری، جنید بغدادی، ابو سعید خراز، ابن عطا آدمی، سهل تستری، حکیم ترمذی و حارث محاسبی به تبیین تصوف و عرفان پرداختند.
قرن سوم قمری، تصوف گسترش یافت و از آداب ساده زاهدانه گذشت و به محبت و خدمت به خلق گرایید و تعینات و ظواهر متعدد طریقت پیدا کرد و ابعاد علمی (متأثر از فلسفه یونانی به‌خصوص در ارائه مفهومی وحدت وجود) را نیز محکم ساخت. در این قرن صوفیه در قالب یک فرقه و طبقه خاص اجتماعی با آداب خاص طریقت متشکل شدند و از سویی مورد انتقاد شدید فقها و متشرعان بودند. از جمله بایزید توسط متشرعان به عقیده اتحاد و حلاج به اعتقاد به حلول متهم شدند. از بزرگان صوفیه در سدهٔ سوم: حارث محاسبی، ذوالنون مصری، سری سقطی، بایزید بسطامی، سهل تستری، جنید بغدادی و حلاج می‌باشند.
تثبیت
مرحلهٔ تثبیت (نیمهٔ دوم قرن چهارم و قرن پنجم) که مشایخ عرفان همچون: قشیری سلمی، ابوطالب مکی، هجویری و خواجه عبدالله انصاری به نگارش آثار گذشتگان پرداختند و آموخته‌های عرفان و تصوف را مدون نمودند. طبقات صوفیه سلمی، کشف المحجوب هجویری، کتاب اللّمع ابونصر سراج، قوت القلوب ابوطالب مکی و طبقات‌الصوفیه خواجه عبدالله انصاری از جمله کتاب‌هایی است که با این هدف نوشته شده‌اند و به ماندگاری عرفان عملی کمک کرد.
قرن چهارم قمری، تصوف بیش از پیش رونق یافت و تبیین حکیمانه تصوف و عرفان توسط ابن سینا و تطبیق آن با شریعت توسط محمد غزالی و دیگران و تلطیف آن به وسیلهٔ اهل ذوق همراه شد. در این قرن علوم شرعی هم گسترش یافت و در میان صوفیه نیز مرسوم شد؛ و اغلب صوفیه در مباحث کلامی جانب اشاعره را گرفتند. از صوفیان بزرگ قرن چهارم می‌توان به شبلی، ابن خفیف شیرازی، ابونصر سَراج، ابوطالب مکی، ابوعلی دقّاق و … نام برد.
قرن پنجم قمری، تصوف همچنان شاهد گسترش بود و مباحث فلسفی و کلامی از رونق افتاد و اختلافات مذهبی زیاد شد و صوفیه هم از آن دور نماندند. مذهب شیعه نیز با وجود شیخ طوسی و فرقه اسماعیلیه نیز قوت گرفتند. در این قرن چند صوفی و عارف نام‌آور ظهور کردند و کتب معتبری چون احیاء علوم الدین در اخلاق صوفیانه و کشف المحجوب دربارهٔ تصوف نوشته آمد. همچنین افکار صوفیانه در شعر فارسی به‌خصوص توسط ابوسعید ابی الخیر، خواجه عبدالله انصاری و باباطاهر بیشتر نفوذ یافت. در این قرن خانقاه‌ها و آداب آن و مجلس گفتن گسترش یافت. از ابتدا تا پایان قرن پنجم اکثر صوفیه معروف اهل خراسان بودند. از بزرگان تصوف و عرفان در این قرن: ابوالحسن خرقانی، ابوسعید ابوالخیر، باباطاهر همدانی، ابوالقاسم قشیری، خواجه عبدالله انصاری، امام محمد غزالی می‌باشند.

### قرن ششم تا نهم قمری
دوره دوم تاریخ تصوف از اوایل قرن ششم آغاز و تا قرن نهم، ابعاد پنهان عرفان بیشتر خود را نشان داد و عرفان عملی و فرق گسترده شد و عرفان نظری و ادبی و شیعی مدون شد و به کمال رسید.

#### ابعاد پنهان
در مرحلهٔ نخست این دوره (سه ربع اول قرن ششم) تصوف توسط چهره‌های برجسته‌ای مانند: عین القضات همدانی (م۵۲۵)، خواجه یوسف همدانی (م۵۲۵)، سنایی غزنوی (م۵۴۵)، احمد جام (م ۵۳۶)، ابونجیب سهروردی (م۵۶۳) در تبیین ابعاد پنهان و دیگر عرفان نقش داشتند و عرفان ادبی و ذوقی به صورت رسمی با سنایی آغاز شد و در قرن‌های بعد توسط مولوی، حافظ و دیگران به اوج رسید.
قرن ششم، تصوف ادامه قرن پنجم است اما از مشخصه‌های آن تدوین و توجیه حکمت اشراق به وسیلهٔ شهاب‌الدین سهروردی است که بر تصوف و عرفان تأثیر شگرف داشت. همچنین در این دوره تعصب در مقابل آزاداندیشی و توجه به مذهب و اول آنست. در این قرن تصوف و عرفان با شعر درآمیخت و به وسیلهٔ سنایی و سپس عطار شعر عرفانی نضج یافت. عناد با فلاسفه هم از سوی صوفیه هم متشرعیان بیشتر شد. چندین کتب معتبر مثل اسرارالتوحید و آثار احمد غزالی و عین القضات و شیخ اشراق و ظهور بزرگان عرفان و شیوع تصوف و عرفان و کاربرد همه‌گیر از مصطلحات آن (حتی در آثار شاعران غیر صوفی مانند خاقانی و نظامی) نقطه عطف این سده است. عرفاً و صوفیه به استدلالی کردن اندیشه‌های خود برآمدند چنان‌که در قرن بعد این مهم توسط ابن عربی به کمال رسید. در این سده به‌دنبال منازعات مذهبی نزاع بین شیعه و سنی چشمگیرتر شد و کتاب النقص در دفاع از تشیع از تأثیرات آن است. انکار صوفیه توسط متشرعان در این قرن هم ادامه یافت و تشدید شد نمونهٔ آن کتاب تلبیس ابلیس از ابن جوزی در رد صوفیه است. در مقابل دفاعیاتی هم له تصوف (مانند صوفی نامه) تألیف شد.

#### تدوین نظری و ذوقی
مرحله دوم این دوره (ربع آخر قرن ششم تا پایان قرن هفتم) با عارفان نامور و تأثیرگذاری مانند: عطار نیشابوری (م۶۱۸)، مولوی (م ۶۷۲)، روزبهان بقلی (م۶۰۶)، شهاب الدین سهروردی (م۶۸۸) و ابن فارض (م ۶۳۲) عصر طلایی عرفان را ببار نشست. در این دوره عرفان ادبی با مولوی و عراقی و عرفان نظری با محی الدین و شاگردانش به اوج رسید به گونه‌ای که دوره‌های بعدی عرفان بسیار متأثر از فرزانگان این مرحله است.
قرن هفتم، تصوف و عرفان شاهد تلفیق عرفان و حکمت اشراق و تدوین مکتب عرفانی (عرفان نظری) توسط ابن عربی است. خانقاه‌ها رواج بیشتر یافت و طریقه کبرویه و اندیشه اشراقی در آن‌ها چشمگیر بود. یورش مغول در ۶۱۶ ق بود و موجب پراکندگی علما و صوفیه شد و انزواگرایی افراطی توسط بعضی صوفیه در این دوره شکل یافت و عده‌ای دیگر از بزرگان مانند مولوی و سعدی و فخرالدین عراقی به مسافرت و مهاجرت پرداختند. علاوه بر فصوص ابن عربی کتب دیگری نیز برای علمی کردن تصوف (آثار قونوی، عوارف المعارف سهروردی، مرصادالعباد نجم دایه) تألیف شد. از نیمه دوم سده هفتم چند صوفی و عارف شیعی به ترویج تصوفی متمایز پرداختند. شعر عرفانی توسط سعدی، مولوی و اوحدالدین کرمانی رشد یافت و مورد اقبال همگانی قرار گرفت. خواجه نصیرالدین طوسی ضمن نقد از قلندران و درویشان لاابالی از مدافعان تصوف (در آثار خود) و بزرگانی چون حلاج و بایزید بود.
از بزرگان صوفیه قرن ششم و هفتم: احمد غزالی، عین القضات همدانی، احمد جامی، سنایی غزنوی، عبدالقادر گیلانی، شهاب الدین یحیی سهروردی (شیخ اشراق)، روزبهان بقلی، شیخ نجم الدین کبری، شیخ عطار، شهاب الدین عمر سهروردی، اوحدالدین کرمانی، ابن عربی، صدرالدین قونوی، مولوی، سعدی، نجم الدین رازی، عزیزالدین نسفی، باباافضل، عبدالسلام کامویی و بهاءالدین مولتانی در هندوستان و ابوالحسن مغربی الشاذلی در شمال آفریقا را می‌توان نام برد.

#### تصوف شیعی

سقف مقبره شاه نعمت‌الله ولی، ماهان، کرمان

مرحله سوم این دوره (قرن هشتم و نهم) عارفانی مثل: اوحدی مراغه‌ای (م۷۳۶)، علاء الدین سمنانی (م ۷۳۶)، شاه نعمت‌الله ولی (م ۸۳۴)، سید حیدر آملی (متوفای اواخر قرن هشتم) و جامی (م ۸۹۸) که با کوشش عارفانی همچون سید حیدر آملی و…، عرفان به تشیع نزدیک شد.
قرن هشتم، تصوف علمی و مدون مورد توجه قرار گرفت و تصوف به تشیع نزدیک و با تصوف اهل سنت متمایز شد، از صوفیه شیعه، شیخیه جوریه در خراسان (پیروان خلیفه مازندرانی) و سادات مرعشی در آمل (پیروان میرقوام‌الدین مرعشی) و صوفیه قزلباش و صفویه (پیروان صفی‌الدین اردبیلی) از آن جمله‌اند. عرفان ذوقی و شاعرانه به‌دست حافظ به کمال رسید. تصوف مورد توجه ایلخانان مغول و وزرایشان واقع شد از جمله به کم آن‌ها خانقاه‌ها رو به فزونی رفت؛ اما این امور موجب تظاهر در تصوف شد. از مهم‌ترین کتب صوفیه مصباح الهدایه عزالدین محمود کاشانی است.
از عارفان شاعر قرن هشتم: خواجوی کرمانی، اوحدی مراغه‌ای، کمال خجندی، شیرین مغربی، عبدالرزاق کاشانی، علاءالدوله سمنانی و سید علی همدانی می‌باشند.
قرن نهم، تصوف با توجه تیموریان به آن متصوفه و فرق آن فزونی یافت و عمق و کیفیت آن کاسته شد. تصوف بیشتر به تشیع نزدیک شد. شریعت و طریقت به هم آمیخت و علمای دین هم صوفیه و عرفاً موافق و گرایش داشتند. عرفان ذوقی هم ادامه داشت. بعضی مشایخ بزرگ صوفیه متصدی امور شرع هم بودند. اما افراد صوفی نما نیز کم نبودند.
بزرگان صوفیه قرن هشتم و نهم: محمود شبستری، صفی الدین اردبیلی، علاءالدوله سمنانی، اوحدی مراغه‌ای، امین‌الدین بلیانی کازرونی، خواجوی کرمانی، عماد فقیه کرمانی، حافظ شیرازی، شاه نعمت‌الله ولی، قاسم انوار، داعی شیرازی، جامی، کمال الدین خوارزمی، جمالی اردستانی، سید محمد نوربخش، شمس الدین محمد لاهیجی.

### قرن دهم قمری تاکنون
رکود و تطور
دوره سوم تاریخ تصوف از قرن ده تا حال، دوره رکود و تطور تصوف و عرفان است و تصوف به شریعت نزدیک بلکه در هم آمیخته شد با پیدایش ملاصدرا عرفان با فلسفه به هم آمیخت. تصوف و عرفان طریقت مآب دستخوش تعدد در فرقه‌ها و فخرفروشی و مطالبه منافع دنیوی شد اما همواره علمای عارف روشن بین شیعه در تاریخ شیعه بدور از مظاهر و آداب تصوف و بدون نام تصوف (در این دوره معمولاً با نام عرفان)، عرفان اسلامی را ترویج می‌دادند که در این دوره به‌شکلی خاص و با تأکید برداشتن استاد (بجای مرشدی در تصوف) ادامه و نمونه بارز آن مکتب سید علی قاضی در عصر معاصر است.
قرن دهم به بعد قزلباشان صوفی نما اعتقاد مردم به تصوف را کم کرد و به علمای دین تمایل بیشتر نشان دادند.
قرن یازدهم و دوره صفویه عده‌ای از علما چون مجلسی دوم و محقق قمی و … صوفیه را رد می‌کردند اما شیخ بهائی، میرداماد، میرفندرسکی، ملاصدرا، مجلسی اول و فیض کاشانی فیلسوف و عارفان دین بودند و بنوعی به تصوف التفات می‌کردند اما از آداب طریقت و متظاهر تصوف بدور بودند. مخالفت بعضی علما با تصوف به طرد بعضی صوفیه انجامید. بعضی کتب در دفاع از تصوف هم نوشته آمد.
قرن دوازدهم، تصوف ایرانی به خارج ایران رفت و آثار متعددی پدید آمد و شروح زیادی بر مثنوی نوشته شد. از قرن دوازدهم و سیزدهم به بعد، سلسله‌های صوفیه با اختلافات زیاد متعدد شد و مریدان به سود فرقه در کارهای حکومتی واداشته شدند.

## اهداف و مقاصد

### نوصوفی‌گری
اصطلاح نوصوفی‌گری یا تصوف نو (به انگلیسی: neo-Sufism) در اصل توسط فضل‌الرحمن ملک ابداع شد و توسط پژوهشگران دیگر برای توصیف جریان‌های اصلاح‌طلب در میان فرقه‌های صوفی قرن هجدهم استفاده شد که هدف آن حذف برخی از عناصر وجد‌آمیزتر و پان‌تئیستی سنت صوفیانه و تأکید مجدد بر اهمیت شریعت اسلامی به‌عنوان پایه‌ای برای معنویت درونی و فعالیت اجتماعی بود. در زمان‌های اخیر، به طور فزاینده‌ای توسط محققانی مانند مارک سجویک در معنایی مخالف، برای توصیف اشکال مختلف معنویت متأثر از تصوف در غرب، به‌ویژه جنبش‌های معنوی غیررسمی که بر عناصر جهانی سنت تصوف تأکید می کند و تأکید بر بافت اسلامی آن را حذف می‌کنند، استفاده شده است.

## مقامات
مقامات یا منازل، مراحل طریقت است که مشهور آن نزد صوفیه هفت مقام است که ابونصر سرّاج در کتاب اللُمّع آن را ذکر کرده است: توبه، ورع، زهد، فقر، صبر، توکل و رضا.
عطار آن را با هم‌آمیختگی با احوال در هفت وادی بیان داشته است. مقامات و منازل نزد صوفیه متعدد است و یکی و دوتا تا هفت و هفتاد و هفتاد هزار و ده و صد و هزار گفته شده است. خواجه عبدالله انصاری در کتاب منازل السائرین، آن را در ده مرحله و هر کدام ده مرحله صد منزل (صد میدان) نقل داشته است.

## احوال و آداب
حال (جمع: احوال) هدف تصوف و عرفان است و آن وارد غیبی است. ابونصر سراج حالات مشهور نزد صوفیه را ده تا ذکر کرده است: مراقبه، قرب، محبت، خوف، رجا، شوق، انس، اطمینان، مشاهده و یقین.
طریقت و سلوک نزد صوفیه کوشش در زهد و عزلت است که برای آن آدابی در نظر گرفته شده است.
آداب، در اصطلاح صوفیه مجموعه قواعد و رسوم و وظایفی است که رعایت آن‌ها «جهت تحسین اخلاق و تهذیب اقوال و افعال» بر سالکان طریقت لازم است.
مستحسنات صوفیه یا آداب ظاهری طریقت، امور و رسوم و اعمالی است که صوفیان پسندیده و آن‌ها را وضع کرده‌اند. مانند: خرقه‌پوشی، خانقاه، چلّه‌نشینی، سماع و….

### خانقاه
خانقاه معرب خانگاه (زاویه یا رباط) محل اجتماع خاص و گذران و پذیرایی صوفیان مسافر یا مقیم است. گفته‌اند نخستین خانقاه در رمله شام توسط امیری انصاری (مسیحی) برای صوفیان ساخته شد. بنای خانقاه را از قرن ۴ و بعضی قرن ۶ قمری می‌دانند.
هرچند تاریخ دقیق پیدایش خانقاه‌ها مشخص نیست، ولی احتمالا هسته اولیه آن‌ها از مجالس ذکر زهاد و عرفایی که در یک مجلس دور هم به عبادت و ذکر مشغول می‌شدند تشکیل شده است. شاید بتوان گفت اولین آثار این‌گونه مجالس در بصره بوده و در قوت القلوب اثر ابوطالب مکی آمده است که مجالس ذکر در منزل حسن بصری (۲۵۸ قمری) تشکیل می‌شده و اشخاصی مانند ایوب سختیانی و مالک دینار و محمد واسع در این مجالس حضور داشته و ادامه دهنده جلسات بوده‌اند. در این زمان هنوز اطلاق کلمه خانقاه و صوفی به این مکان و اشخاص متداول نبوده است. از این حلقه، عبدالواحد ابن زاید، رباط عٌبادان (آبادان کنونی) را در نزدیکی بصره پایه‌گذاری کرد که افرادی مانند سلیمان دارانی وبشر حافی و سری سقطی (۲۴۴ قمری) در این رباط اقامت و به سیر و سلوک مشغول بودند. برای اولین بار، در نوشته‌های ابن حوقل، ساکنان رباط عبادان (آبادان) را صوفی نامیده است و نیز کلمه «دویره» برای نخستین بار به محفل عبدالرحمان سلمی (۴۱۲ قمری) و بعداً به محل درس و زندگی ابوسعید ابوالخیر اطلاق شده است. برای توصیف محل زندگی و مقبره بایزید بسطامی (۲۶۰ قمری) و سهل تستری (۲۸۲ قمری) از کلمه «صومعه» استفاده شده است.

### چلّه نشینی
چلّه نشینی یا اربعینیه؛ خلوت، عزلت و عبادت چهل روز همراه با آداب خاص از رسوم صوفیه است.

### سماع
سماع به معنی شنیدن، مجازا صدای خوش (آواز و ساز) و رقص (دستت افشانی و پایکوبی) صوفیانه است. سازهای صوفیانه عموماً نای و دف و چنگ است.

## اصطلاحات و رموز صوفیه
خلسه، شطح، کرامات، کشف و شهود، طامات، واردات، صحو و سکر، غیبت و حضور، فنا و بقا، قبض و بسط، وقت و … از جمله اصطلاحات اعتباری صوفیه است.<

### رموز
رموز نزد صوفیه شامل کلمه یا ترکیب و تعبیر و حرف و عدد و نشانه است که از معنی ظاهری خود خارج شده و حسب قرینه ادبی بمعنی کنایی و مجازی بکار می‌رود و در ادبیات صوفیانه بسیار است از قبیل: رخ، زلف، خط، خال، چشم، لب، ابرو، شراب، ساقی، خرابات، بت، پیر مغان، رند، سیمرغ، شمع، می، جام جم، سبو، معشوق، نای و … است.

## سلسله‌های صوفیه

### تفاوت سلسله و فرقه
عده‌ای که عمدتاً از مخالفان تصوف هستند
معتقدند که می‌بایست این طرق مختلف را فرقه خواند
و در مقابل اقطاب و مشایخ و درویشان عمدتاً طریق خود را سلسله می‌نامند. البته این موضوع مطلق نبوده و حتی برخی از مخالفان تصوف نیز در نوشتار و گفتار خویش مرز دقیق این دو را مشخص نکرده‌اند و گاهی از این طرق با عنوان فرقه و گاهی با عنوان سلسله یاد کرده‌اند. عرفاً و متصوفه هر چند یک انشعاب مذهبی در اسلام تلقی نمی‌شوند و خود نیز مدعی چنین انشعابی نیستند و در همه فرق و مذاهب اسلامی حضور دارند، در عین حال یک گروه وابسته و به هم پیوسته اجتماعی هستند. یک سلسله افکار و اندیشه‌ها و حتی آداب مخصوص در معاشرت‌ها و لباس پوشیدن‌ها و احیاناً آرایش سر و صورت و سکونت در خانقاه‌ها و غیره، به آن‌ها به عنوان یک فرقه مخصوص مذهبی و اجتماعی رنگ مخصوص داده و می‌دهد.
به همین خاطر تفکیک این دو واژه از هم بسیار سخت خواهد بود.
صوفیان معتقدند که هر صوفی، باید بتواند از عهده اثبات سلسله برآید؛ یعنی سلسله خود را بدون انقطاع به ائمه برساند، چون مدعی هستند که قطبیت ادامه امامت یا حداقل نیابت خاص است.
سید هبةالله جذبی اصفهانی در رساله باب ولایت و راه هدایت، گفته است:
مُجازین در زمان غیبت باید دارای نص اجازهٔ سلسله باشند که به امام، منتهی گردد.
همچنین میرزاحسن اصفهانی، ملقب به صفی علیشاه در این باره می‌گوید:
مرشد طریقت باید از عهدهٔ اثبات سلسله برآید که یداً به ید می‌رسد به امام.
عراقی:
اعتصام خلایق را گویند به حضرت الهی، به طریق عموم.
جواد نوربخش:
در اصطلاح صوفیه پیوند ولایت و نسبت خرقه تصوف را گویند که بدان وسیله اسرار طریقت به‌طور مسلسل و زنجیروار از حضرت رسول به اصحاب و سپس به مشایخ طریق یکی پس از دیگری سینه به سینه ادامه یافته است. گرچه در زمان‌ها و مکان‌های متفاوت به نام یکی از مشایخ معروف طریقت شهرت داشته، اما در حقیقت:
| شاخ گل هرجا که می‌روید گل است |  | خُمّ مُل هرجا که می‌جوشد مُل است           |
| گر ز بغداد و هری یا از ری‌اند |  | بی مزاج آب و گل نسل وی‌اند (مولوی)[۵۹] |

### سلسله‌های بنام تصوف
از همان آغاز به علل مختلف، سیر و سلوک عرفانی با شیوه‌ها و روش‌های گوناگون انجام پذیرفته است که این شیوه‌ها و سلیقه‌ها به عنوان طریقت یا سلسله، شناخته شده‌اند، اسامی برخی از معروف‌ترین سلسله‌های مهم تصوف اسلامی به شرح زیر است:
- ام‌السلاسل: سلسله معروفیه را گویند که اکثر سلسله‌های صوفیه از آن مشتق و منشعب شده‌اند٬‌[۶۰]
- سلسله قادریه: منسوب به عبدالقادر گیلانی (متوفی ۵۶۲ ه) ملقب به قطب الاعظم. پیروان این مکتب وحدت وجودی هستند؛ و به محبت و خدمت شهرت دارند. اگرچه در اصل از بین حنبلیها برخاسته‌اند، اما تا حدود زیادی اهل تسامح و مسامحه بودند. در این طریقت به حفظ سنت و شعائر تأکید می‌شود و این طریقت در سراسر بلاد اسلامی منتشر شده است.
- سلسله رفاعیه: منسوب به ابوالعباس سیدی احمد رفاعی بصری (متوفی ۵۷۸) است که سلسله شیوخ آن به معروف کرخی می‌رسد. پیروان این طریقت جهانگرد و خانه به دوش و در کار ریاضت و تربیت و ترتیب ذکر، تندروتر از قادریه‌اند.
- سلسله بدویه: منسوب است به سیدی احمد البدوی (متوفی ۶۷۵) که آنان را احمدیه نیز می‌نامند. سلسله بدوی در مصر انتشار زیادی پیدا کرد. در یکی از جنگهای صلیبی که سن لوئی به مصر حمله کرد پیروان این سلسله مسلمین را به جنگ با مسیحیان تشویق می‌کردند. اما بی‌بند و باری و می‌گساری آن‌ها بعدها از اسباب عدم توجه عامه مسلمین به آن‌ها شد.
- سلسله سهروردیه: منسوب به شهاب الدین عمر بن عبدالله سهروردی (متوفی ۶۳۲ ه) است که در تصوف طریقه‌ای معتدل داشت. وی عمل به فرایض دین را مقدمه وصول به حقیقت می‌شمرد. سلسله‌های جلالیه، جمالیه، زینبیه، خلوتیه و شعبه‌های متعدد و مختلف آن در آسیای صغیر، روشنیه در افغانستان از طریق سهروردیه نشات یافته‌اند. زکریای مولتانی، این طریقت را در هند رواج داد و پیروانی یافت.
- سلسله شاذلیه: منسوب به ابو الحسن شاذلی (متوفی ۶۵۶ ه) است. رعایت پنج اصل خوف ظاهری و باطنی، پیروی از سنت، عدم اعتنا به خلق، تسلیم و رضا، توکل در شادی و محنت، پایه اعتقادی این طریقت است. این سلسله در مصر و مغرب و بلاد عثمانی قدیم اعتبار تمام را کسب کرده است. سلسله‌های: جوهریه، وفائیه، مکیه، هاشمیه، عفیفیه و قاسمیه، خواتریه در مصر و سلسله‌هایی مثل شیخیه، ناصریه، حبیبیه و یوسفیه در مغرب، از آن منشعب شده‌اند. از طریق فریتیوف شوان شاخهٔ مریمیه از شاذلیه جدا شد؛ که پشتوانهٔ آن حکمت خالده است؛ پیر و قطب فعلی شاذلیه مریمیه در حال حاضر سیدحسین نصر است.
- سلسله نقشبندیه منسوب به خواجه بهاء الدین محمد نقشبند (متوفی ۷۹۲ ه). نقش بندیه خود شاخه‌ای بوده‌اند منشعب از سلسله خواجگان که منسوب بوده است به خواجه احمد عطاسیوی معروف به حضرت ترکستان. بعدها این سلسله در هند، مخصوصاً در دوره اقتدار مغول هند، نفوذ داشت. پیروان این طریقت در آغاز، طرفدار زهد و فقر و سادگی بودند و اندیشه وحدت وجودی داشتند، اما بعدها برخی از آنان به مدح گویی و مال‌اندوزی روی آوردند.
- سلسله چشتیه: این سلسله را معین الدین چشتی (۶۳۳) به وجود آورد؛ که فریدالدین شکرگنج (متوفی ۶۷۰ ه) و شیخ نظام الدین اولیاء (متوفی ۷۲۵ ه) از اخلاف وی هستند.
- سلسله اویسی: در مورد فردی که بانی این طریقت بوده چندان اطلاع دقیقی در دست نیست. هجویری در کتاب کشف المحجوب و جامی در نفحات الانس آورده‌اند که اویسی تحت مراقبت یکی از روحانیون به ریاضت و مجاهده نفس مشغول شد. این فرد را خاقانی ذکر کرده‌اند. اینان پیوند خود را به اویس قرنی می‌رسانند که از دوستداران محمد پیامبر اسلام بود در حالی‌که هر گز او را ندید اما در دل از او بهره جست و مورد تربیت و ارشاد بیواسطه ایشان قرار گرفت. اویس در جنگ صفین کشته. از نامداران سلسله اویسی در دوره قاجار جلال الدین علی میرزا ابوالفضل عنقاست که مرید سیدحسین قزوینی بود و بعد به سوی سید حسین دزفولی متمایل شد و در طریقت ذهبیه قرار گرفت سپس به محمد جاماسبی گروید و در نهایت بi سوی عبدالقادر جهرمی دست ارادت دراز کرد و در لباس روحانیت مدعی ارشاد و دستگیری گردید. در سلسله اویسی تظاهر به درویشی نمی‌کنند و خانقاه نیز ندارند و پیر دلیل هم در طریقت آنان موجود نیست. اینان در سلوک معتقد به نفوذ روحی ائمه یا بزرگی از بزرگان طریقت را در فرد و دریافت صورت ذهنی از ایشان در وجود سالک را ملاک سیر و سلوک می‌دانند.[۶۱]
- سلسله شطاریه: منسوب به عبدالله شطار (متوفی بین ۸۱۸ و ۸۳۲ ه) است سخنان او یادآور سخنان بایزید بسطامی و منصور حلاج است. این طریقه در سوماترا و جاوه نیز پیروانی دارد.
- سلسله مولویه منسوب به جلال الدین محمد بلخی رومی معروف به مولوی (متوفی ۶۷۲) که دو فرقه پوست‌نشینان و ارشادیه از آن برخاسته‌اند. پیروان این طریقت، معتقد به وحدت وجود هستند و توجه به وجد و سماع، قول و ترانه از مختصات این طریقت است. مولویه در عهد دولت عثمانی‌ها کسب نفوذ کردند و بعد از روی کار آمدن جمهوری ترکیه نفوذ خود را از دست دادند و اکنون فقط در حلب و بعضی بلاد کوچک باقی‌ماندند.
- سلسله بکتاشیه: منسوب به حاجی بکتاش ولی (متوفی ۷۳۸ ه) این طریقت در حدود قرن هشتم هجری پیدا شد و در ترکیه در روزگار سلاطین عثمانی رواج یافت. در آداب و عقاید این فرقه، هم صبغه تشیع است و هم نوعی گرایش به تاویل و مسامحه. بعضی آداب و رسوم هم از تأثیر و تقلید نصارا در بین آن‌ها رواج یافته است. کلاه سفید، احترام به ادیان، مبارزه با ظلم، از خصوصیات آنان است.
- سلسله نعمت اللهیه: پیروان شاه نعمت‌الله ولی (متوفّی ۸۳۵. ق) را گویند. سلسله نعمت‌اللهی سلطان‌علیشاهی گنابادی یکی از طریقت‌های تصوف است که از قرن هشتم هجری به بعد، به دلیل اجتهادات و خدمات شاه نعمت‌الله ولی٬‌از معروفیه به نعمت‌اللهی و در زمان قطبیت سلطان‌علیشاه گنابادی به نعمت‌اللهی سلطان‌علیشاهی شهرت یافت. در حال حاضر قطب این سلسله، مهندس علیرضاجذبی ملقب به ثابت‌علیشاه می‌باشند.[۶۲] کلمهٔ نعمت‌اللهی از نام شاه نعمت‌الله ولی گرفته شده و چون در دوران او، پیروان او را «نعمت‌اللهی» می‌خواندند، این عنوان به کسانی که بعد از وی از عقاید و روش صوفیانه وی تبعیت کردند، داده شد. قبل از شاه نعمت‌الله نام طریقت همنام با قطب وقت بوده، چنان‌که در زمان معروف کرخی به معروفیه و در زمان جنید بغدادی به جنیدیه مشهور بوده است.[۶۳] شاه نعمت‌الله در قالب یک مثنوی سلسله خرقه [طریقت] خود تا حسن بصری و علی بن ابی‌طالب و پیامبر اسلام ذکر نموده است.[۶۴] براین اساس وی بیستمین قطب سلسله بعد از حسن بصری بود.
- سلسله ذهبیه منسوب به نجم الدین کبری است و به تشیع منسوب است.
- سلسله نوربخشیه
- اهل حق
- ملامتیه
- خاکساریه در قرن هشتم خورشیدی در هندوستان توسط سید جلال الدین حیدر معروف به سرخ‌پوش بخارایی تأسیس شد؛ و از لحاظ شریعت پایبند به شیعه اثتی عشری هستند و از لحاظ مراتب و مناسک سلوکی به سلسله بکتاشیه قرابت فراوان دارد، آخرین اقطاب این سلسله بهارعلیشاه یزدی، مطهرعلیشاه و میرطاهر علیشاه است، تأثیر نگرش‌های قلندریه و حروفیه در این آیین مشهود است.

## تصوف در دیدگاه مخالفان
محمدحسین طباطبایی معتقد است:
پیدایش مکتب تصوف و رواج آن در همین روزگار بود که مکتبی دیگر در بین مسلمانان خودنمائی کرد و آن مکتب تصوف بود، که البته ریشه در عهد خلفا داشت، البته نه به عنوان تصوف، بلکه به عنوان زهد گرائی، ولی در اوائل بنی العباس با پیدا شدن رجالی از متصوفه چون بایزید بسطامی و جنید و شبلی و معروف کرخی و غیر ایشان رسماً به عنوان یک مکتب ظاهر گردید.
پیروان این مکتب معتقدند که راه به سوی کمال انسانی و دستیابی بر حقائق معارف منحصر در این است که آدمی به طریقت روی آورد و طریقت (در مقابل شریعت) عبارت است از نوعی ریاضت کشیدن در تحمل شریعت که اگر کسی از این راه سیر کند، به حقیقت دست می‌یابد و بزرگان این مکتب چه شیعیان و چه سنیان سند طریقت را منسوب کرده‌اند به علی بن ابی طالب.
و چون این طائفه ادعای کرامتها می‌کردند و دربارهٔ اموری سخن می‌گفتند که با ظواهر دین ضدیت داشت و عقل هم آن‌ها را نمی‌پذیرفت، لذا برای توجیه ادعاهای خود می‌گفتند اینها همه صحیح و درست است، چیزی که هست فهم اهل ظاهر (که منظورشان افراد متدین به احکام دین است) عاجز از درک آن‌ها است و شنیدن آن بر گوش فقها و مردم عوام از مسلمانان سنگین است و به همین جهت است که آن مطالب را انکار می‌کنند و در برابر صوفیه جبهه‌گیری نموده از آنان بیزاری جسته و تکفیرشان می‌کنند و بسا شده که صوفیان به همین جرم گرفتار حبس و شلاق یا قتل و چوبه دار یا طرد تبعید شده‌اند و همه اینها به خاطر بی‌پروایی آنان در اظهار مطالبی است که آن را اسرار شریعت می‌نامند و اگر دعوی آنان درست باشد یعنی آنچه آنان می‌گویند مغز دین و لب حقیقت بوده و ظواهر دینی به منزله پوسته روئی آن باشد و نیز اگر اظهار و علنی کردن آن مغز و دور ریختن پوسته روی آن کار صحیحی بود خوب بود آورنده شرع، خودش این کار را می‌کرد و مانند این صوفیان به همه مردم اعلام می‌نمودند تا همه مردم به پوسته اکتفا ننموده و از مغز محروم نشوند و اگر این کار صحیح نیست باید بدانند که بعد از حق چیزی به جز ضلالت نمی‌تواند باشد.
این طائفه در اول پیدایش مکتبشان در مقام استدلال و اثبات طریقه خود بر نیامدند و تنها به ادعاهای لفظی اکتفا می‌کردند ولی بعد از قرن سوم هجری به تدریج با تألیف کتاب‌ها و رساله هائی مرام خود را در دلها جا دادند و آنقدر هوادار برای خود درست کردند که توانستند آرای خود را دربارهٔ حقیقت و طریقت علناً مطرح سازند و از ناحیه آنان انشائاتی در نظم و نثر در اقطار زمین منتشر گردید.
و همواره عده و عده‌شان و مقبولیتشان در دلهای عامه و وجهه‌شان در نظر مردم زیادتر می‌شد تا آنکه در قرن ششم و هفتم هجری به نهایت درجه وجهه خود رسیدند، ولی از آنجا که در مسیر خود کجروی‌هایی داشتند، به تدریج امرشان رو به ضعف گرائید و عامه مردم از آنان رویگردان شدند.
دو علت عمده انحطاط متصوفه از نگاه مخالفان:
و علت انحطاطشان این بود که: اولاً: هر شانی از شئون زندگی که عامه مردم با آن سر و کار دارند وقتی اقبال نفوس نسبت به آن زیاد شد و مردم عاشقانه به سوی آن گرویدند، قاعده کلی و طبیعی چنین است که عده‌ای سودجو و حیله باز خود را در لباس اهل آن مکتب و آن مسلک درآورده و آن مسلک را به تباهی می‌کشند و معلوم است که در چنین وضعی همان مردمی که با شور و عشق روی به آن مکتب آورده بودند، از آن مکتب متنفر می‌شوند.
ثانیاً: جماعتی از مشایخ صوفیه در کلمات خود این اشتباه را کردند که طریقه معرفت نفس هر چند که طریقه‌ای است نو ظهور و شرع مقدس اسلام آن را در شریعت خود نیاورده، الا اینکه این طریقه مرضی خدای سبحان است و خلاصه این اشتباه این بود که من درآوردی خود را به خدای تعالی نسبت دادند و دین تراشیدن و سپس آن را به خدا نسبت دادن را فتح باب کردند، همان کاری را کردند که رهبانان مسیحیت در قرنها قبل کرده و روشهایی را از پیش خود تراشیده آن را به خدا نسبت دادند، همچنان‌که خدای تعالی ماجرای آنان را نقل کرده و می‌فرماید: (و رهبانیة ابتدعوها ما کتبناها علیهم الا ابتغاء رضوان الله فما رعوها حق رعایتها).
اکثریت متصوفه این بدعت را پذیرفتند و همین معنا به آن‌ها اجازه داد که برای سیر و سلوک رسم هائی و آدابی که در شریعت نامی و نشانی از آن‌ها نیست باب کنند و این سنت تراشی همواره ادامه داشت، آداب و رسومی تعطیل می‌شد و آداب و رسومی جدید باب می‌شد، تا کار بدانجا کشید که شریعت در یک طرف قرار گرفت و طریقت در طرف دیگر و برگشت این وضع بالمال به این بود که حرمت محرمات از بین رفت و اهمیت واجبات از میان رفت، شعائر دین تعطیل و تکالیف ملغی گردید، یک نفر مسلمان صوفی جائز دانست هر حرامی را مرتکب شود و هر واجبی را ترک کند، کم‌کم طائفه‌ای بنام قلندر پیدا شدند و اصلاً تصوف عبارت شد از بوقی و منتشایی و یک کیسه گدائی، بعداً هم به اصطلاح خودشان برای اینکه فانی فی الله بشوند، افیون و بنگ و چرس استعمال کردند.

نظر سید روح‌الله خمینی
در خصوص اینکه سید روح‌الله خمینی را جزو مخالفان و منتقدان تصوف به‌شمار آوریم یا جزو موافقان آن، اختلاف نظرهایی وجود دارد. عده‌ای با اشاره به برخی اشعار و افکارش او را در زمرهٔ طرفداران تصوف به‌شمار آورده‌اند، و عده‌ای نیز بر عکس، وی را منتقد و مخالف جدی تصوف دانسته‌اند.
وی ذیل حدیث کبر، در کتاب چهل حدیث نوشته است:
حکیم متأله و فیلسوف بزرگ اسلام، جناب محقق داماد (رضوان الله علیه) می‌فرماید: حکیم آن است که بدن از برای او چون لباس باشد: هر وقت اراده کند، او را رها کند. او چه می‌گوید و ما چه می‌گوییم! او از حکمت چه فهمیده و ما چه فهمیدیم! پس، تو که به واسطهٔ چند مفهوم و پاره‌ای اصطلاحات به خود می‌بالی و به مردم کبریا می‌کنی، معلوم شد از کم‌ظرفیتی و کوچکی حوصله است و کمی قابلیت است. آن بیچاره‌ای که خود را مرشد و هادی خلایق داند و در مسند دستگیری و تصوف قرار گرفته، حالش پست‌تر و غمزه‌اش بیشتر است. اصطلاحات این دو دسته را به سرقت برده و سر و صورتی به متاع بازار خود داده و دل بندگان خدا را از حق، منصرف و مجذوب به خود نموده و آن بیچارهٔ صاف و بی‌آلایش را به علما و سایر مردم، بدبین نموده، برای رواج بازار خود فهمیده یا نفهمیده، پاره‌ای از اصطلاحات جاذب را به خورد عوام بیچاره داده، گمان کرده به لفظ مجذوب‌علی‌شاه یا محبوب‌علی‌شاه، حال جذبه و حب دست دهد! ای طالب دنیا و ای دزد مفاهیم! این کار تو هم این‌قدر کبر و افتخار ندارد. بیچاره از تنگی حوصله و کوچکی کله، گاهی خودش هم، بازی خورده، خود را دارای مقام دانسته، حب نفس و دنیا به مفاهیم مسروقه و اضافات و اعتبارات پیوند شده، یک ولیده ناهنجاری پیدا شده، و از انضمام این‌ها یک معجون عجیبی و اخلوطه غریبه‌ای فراهم شود! و خود را با این همه عیب، مرشد خلایق و هادی نجات امت و دارای سرّ شریعت، بلکه وقاحت را گاهی از حد گذرانده، دارای مقام ولایت کلیه دانسته! این نیز از کمی استعداد و قابلیت و تنگی سینه و ضیق قلب است.
حر عاملی معتقد است
شیعه امامیه و همه طائفه اثنی عشریه اجماع داشته‌اند بر بطلان مذهب تصوف و ردّ بر صوفیه از زمان پیغمبر اسلام _صلی الله علیه وآله_تا زمان حاضر و همواره شیعیان اهل بیت به تبعیّت از امامان معصوم خود، در پی انکار صوفیه بوده‌اند
وی همچنین معتقد است:
 تمام شیعیان، فرقه‌های صوفیه را انکار نموده‌اند و از امامان خویش احادیث بسیاری در نکوهش آنان نقل کرده‌اند و علمای شیعه کتاب‌های بسیاری را در ردّ این فرقه و اثبات کفر آنان تألیف نموده‌اند
نظر احمد کسروی
وی که از مخالفان سرسخت تصوف بود، در کتاب صوفی گری باور دارد که:
- پیدایش تصوف یا به گفته خود او صوفی گری، ریشه در یونان یا روم باستان و فیلسوفی به نام پلوتینوس داشته، این گفتارهای پلوتینوس چون دیگر فیلسوفان یونان باستان سرچشمه‌ای مگر پندار ندارد و دلیل و پشتوانه‌ای به همراه خود نداشته.

بایستی پرسید: شما اینرا از کجا می‌گویید؟!.. چه دلیلی برایش می‌دارید؟ !.. همچنین، گفته‌های دیگر او بیدلیلست.
می‌گوید: «هرکسی باید از این جهان و از خوشی‌هایش گریزان باشد». بایستی پرسید: «پس این خوشی‌ها بهر که بوده؟ !»
می‌گوید: «اگر کسی از خود بیخود گردد به خدا تواند پیوست». بایستی پرسید: «بی‌خودی از خود چگونه تواند بود؟! چنین چیزی جز سمرد[خیال، وهم]ی نتواند بود. آنگاه اگر کسی از خداست، از خداست. دیگر به بیخودی چه نیاز است؟!»
- بر وحدت وجود خرده می‌گیرد و به آنان که خدا را با آدمیان یکی می‌دانند می‌گوید:

این بدان می‌ماند که ما در بیابانی درختهایی را می‌بینیم در یک رده پهلوی هم ایستاده‌اند و یک جوی آبی از زیر پای آن‌ها کشیده شده، و چون می‌دانیم که این کار از خود درختها نتواند بود، پی می‌بریم که باغبانی آن‌ها را کاشته و جویی برایشان کنده، و به جستجوی آن باغبان و جایگاهش می‌پردازیم، و در آن میان کسی از میان ما درختها را نشان داده می‌گوید: «آن باغبان خود همینهاست»، آیا ما به سخن او نخواهیم خندید؟!... آیا نخواهیم گفت اگر این درختها به خود توانستندی بود ما را چه نیاز افتادی که به بودن یک باغبان باور کنیم و در جستجوی او باشیم؟!
به هرحال ما چون دیده‌ایم این جهان و این آدمیان به خود نتوانند بود ناچار مانده گفته‌ایم در بیرون از این جهان خدایی هست. پس اکنون چگونه توانیم گفت: آن خدا همین آدمیانند؟!

## زنان و تصوف
با وجودی که اکثر صوفیان بزرگ، که تعالیم و سیره و سرگذشت آنان محرک و مشوق دل‌های سالکان بوده است، مرد بوده‌اند، در عین حال، استثناهایی هم وجود داشته است. مشهورترین صوفی زن، رابعه عدویه (قرن دوم) است که نامش در بسیاری از آثار صوفیه ذکر شده. در قرن پنجم بعضی از مشایخ، از جمله ابوسعید ابوالخیر، زنان را نیز در سلک مریدان خود می‌پذیرفتند. بعدها در بعضی از خانقاه‌ها محلی برای زنان در نظر گرفته شد.
گرچه از نظر برخی دیگر مرد به معنای جنسیتی آن در پیشگاه خدا مطرح نیست، عطار در تذکرةالاولیاء هنگامی که به زندگی رابعه (بزرگ زن صوفی) می‌پردازد می‌گوید:
اگر کسی گوید ذکر او در صف رجال چرا کرده‌ای گویم که خواجه انبیا علیهم السلام می‌فرماید: ان الله لاینظر الی صورکم الحدیث. کار به صورت نیست به نیت است. کما قال علیه السلام یحشر الناس علی نیاتهم … چون زن در راه خدای مرد بود او را زن نتوان گفت. چنان‌که عباسه طوسی گفت :چون فردا در عرصات قیامت آواز دهند که یا رجال! نخست کسی که پای در صف رجال نهد، مریم بود علیها السلام.
کسی که اگر در مجلس حسن حاضر نبودی ترک مجلس کرد ی، وصف او در میان رجال توان کرد. بل معنی حقیقت آن است که اینجا که این قوم هستند همه نیست توحیدند. در توحید، وجود من و تو که ماند تا به مرد و زن چه رسد. چنان‌که بوعلی فارمذی می‌گوید رضی الله عنه نبوت عین عزت و رفعت است. مهتری و کهتری در وی نبود. پس ولایت همچنین بود. خاصه رابعه که در معاملت و معرفت مثل نداشت و معتبر جمله بزرگان عهد خویش بود و بر اهل روزگار، حجتی قاطع بود .
جواد نوربخش:
... باید گفت از نظر صوفیه زنانی که در طریق حق گام بردارند همانند مردان راهند یا به عبارتی دیگر: در بحر توحید جای من و تو نیست تا چه رسد به تمیز زن و مرد.
در کتاب زنان صوفی بعد از شرح زندگی رابعه عدویه، شرح مختصر زندگی ۱۳۵ تن از دیگر مشاهیر زنان صوفیه مانند رابعه شامی، تحفه، شمسی (امّ‌الفقرا)، عایشه (دختر جعفر صادق)، خواهر منصور حلاج و بی‌بی حیاتی کرمانی (همسر نورعلیشاه اصفهانی) آورده شده است.

## اهل القرآن و انکار تصوف
احمد صبحی منصور از دانشمندان بزرگ اهل القرآن در خصوص نحوه پیدایش تصوف و همسویی آنان با اهل سنت در ظاهر احکام، و هماهنگی ایشان با مذهب تشیع در تقدیس بشر و حجر و مرقد و ضریح، در مقاله ای با عنوان: «المسلمون و عبادة الأحجار» می‌گوید: «سنیان صوفی مسلک در عصر عثمانی بیشترین قدرت و سلطه را در دست داشتند، درنتیجه ایشان بر عبادت اولیاء و تقدیس مرقد و ضریحانی که قبل از اسلام نزد عرب احترام داشتند سماجت و تأکید نمودند. درحالی‌که رسالت اسلام به لحاظ قلبی و اعتقادی، دینی است که در آن تنها خداوند متعال مورد پرستش واقع می‌شود و نه هرگز بشر یا حجر، و رسالت پیامبر به وسیله کلام وحی هم، بخاطر تربیت اذهان و رهایی مردم از عبادت احجار و سنگ‌ها بود. درعین حال آیین تصوف در ارتقای رواج تقدیس بشر و قبور آنان موفق شد، ولذا مذهب تصوف با نگرش تسنن، به‌عنوان یک آیینی جدید روی کار آمد و برای این مذهب (نوپا) حقیقت و شریعتی تراشیده شد، و شریعتش بدین روش و معنا بود: ظاهراً تمسک به احکام مذهب تسنن در مواردی چون: نماز و زکات و روزه و حج، و البته همراه با نگاه و نگرش تصوف که اعتقاد داشتند: به تقدیس اولیاء و بزرگان مذهب تصوف و ایمان داشتند: به شفاعت و کرامت و معجزات آنان و همچنین (معتقد بودند به) تقدیس پیامبر و بزرگان صحابه و پیشوایان اهل سنت. این دائره اولیاء و آلهه مقدس ایشان، رونق گرفته و شدت یافت، ولذا برای اولیاء و بزرگان شان، حال نزد قبور واقعی یا وهمی و غیرواقعی، در بیشتر مساجد کشورهای مختلف اسلامی که همواره نیز وجود دارد مراسمی در عبادت آنان اقامه شد. شیعه نیز قبل از ظهور تصوف، پیشوایان خود، علی و فرزندانش را تقدیس می‌کردند، لذا شیعیان در مساجد و حسینیه‌هایی که مخصوص و متعلق به مقتول کربلاء حسین بن علی است، به وفور قبور فراوانی را ایجاد و توسعه دادند.»